# Sindanghayu (Beber)
Sindanghayu is een bestuurslaag in het regentschap Cirebon van de provincie West-Java, Indonesië. Sindanghayu telt 1622 inwoners (volkstelling 2010).